# Italské tažení
Italské tažení, někdy zvané též Italská fronta druhé světové války, představuje hlavní část poslední fáze druhé světové války ve Středomoří, během které byla Osa systematicky vytlačována z oblasti, aniž by měla sebemenší šanci na zvrat. Zahrnuje tažení jednotek Spojenců napříč Sicílií a Apeninským poloostrovem.
Italské tažení zahájila Invaze na Sicílii (Operace Husky), která začala v noci z 9. na 10. července 1943, a po ovládnutí tohoto ostrova spojenci pokračovalo vyloděním přímo na Apeninském poloostrově v září téhož roku (první britské a kanadské jednotky se vylodily 3. září, hlavní fáze operace byla zahájena 9. září). Počáteční drtivé úspěchy Spojenců byly usnadněny váhavostí Italů, kteří postrádali bojové nadšení a hodlali od Německa zběhnout, a hrubými chybami Hitlera, který většinu použitelných jednotek Osy ve Středomoří nechal nahnat do předem ztracené bitvy o Tunisko, odkud už je nedokázal dostat, takže v prvních fází bojů, zejména na Sicílii, neměla Osa dost jednotek na jakýkoliv smysluplný boj.
Spojenci zpočátku relativně rychle postupovali, ale postupem času, zejména po kapitulaci Itálie a rychlém obsazení severní a střední části Apeninského poloostrova německými jednotkami, se podoba bojů silně změnila. Němci, jimž velel maršál Albert Kesselring, obratně využívali hornatou krajinu střední Itálie k zdržovacím a ústupovým bojům. Tento postup byl potenciálně velice riskantní, pokud by se Spojenci rozhodli provést větší vylodění hluboko v jejich týlu a frontové jednotky prostě odříznout (na tuto možnost Kesselring Hitlera opakovaně upozorňoval), ovšem Spojenci se o to vážně pokusili jen jednou (viz vylodění u Anzia) a celá operace skončila takovým neúspěchem, že se už o nic podobného znovu nepokusili.
Boje v Itálii tak trvaly až do konce války, v době jejího ukončení se trosky Kesselringových jednotek nacházely v Pádské nížině a bránily zbytky Gótské linie.

## Bitvy italského tažení

### Invaze na Sicílii
Spojenecká invaze na Sicílii (krycí název Operace Husky) začala 10. července 1943 a skončila 17. srpna téhož roku. Během této doby Spojenci vytlačili jednotky Osy z ostrova. Což umožnilo otevřít lodní linky přes Středozemní moře. Ve svém důsledku operace vedla také ke svržení italského vůdce Benita Mussoliniho.

### Pád Mussoliniho a spojenecká invaze do Itálie
24. července 1943 dal italský král Viktor Emanuel III. zatknout Mussoliniho, do čela vlády jmenoval maršála Pietra Badoglia, který se snažil uzavřít mír se Spojenci. Němci však italskou zradu očekávali a přisunuli do Itálie posily. Když poté 8. září Itálie kapitulovala, Němci ji bleskurychle okupovali a odzbrojili (operace Achse) a Mussolini byl 12. září osvobozen německým komandem (operace Dub). 
Mezitím 3. září 1943 ráno se přes Messinský průliv začaly přepravovat 5. britská a 1. kanadská divize 8. britské armády pod velením Bernarda Montgomeryho. Po hladkém vylodění spojenecké jednotky téměř beze ztrát obsadily Reggio di Calabria a okamžitě zahájily postup na sever. 9. září 1943 se v okolí Salerna začala vyloďovat 5. americká armáda generála Marka Clarka (operace Avalanche). Celá operace byla nanejvýš riskantní. V prvním sledu se vylodily pouze 3 pěší divize. To znamenalo, že počítáme-li 2 pěší divize generála Montgomeryho, které ale byly daleko na jihu, v Itálii bylo 5 spojeneckých divizí, proti nimž stálo 18 divizí nepřítele. Navíc vyloďovací pláž byla obklopena horami, které umožňovaly Němcům tvrdý odpor. Protiútok německé 29. divize Spojence málem vytlačil do moře. Po šesti dnech bojů se nakonec Clarkova vojska spojila s Mantgomeryho postupujícími z jihu. 9. září proběhlo zároveň riskantní vyloděni v Tarentu, nakonec se však nesetkali téměř s žádným odporem. 
Spojenci poté za cenu vysokých ztrát pomalu postupovali na sever Itálie a likvidovali německý odpor. Zatímco na jihu sváděl wehrmacht se Spojenci boje na zdrženou, severně mezi Neapolí a Římem vznikala skutečně silná obranná postavení - Gustavova linie.

### Boje na Gustavově linii
Začátkem zimy se Němci stáhli na Gustavovu linii na jih od Říma, kde hodlali využít přirozeného defenzivního terénu Apeninského poloostrova k co největšímu zpomalení spojeneckého postupu na sever. Před hlavní linií se nacházelo několik menších, které zdržely Angloameričany a umožnily tím Němcům dokončit opevňovací práce. Spojenci mezitím stáhli z Itálie schopné velitele jako Eisenhower a Montgomery, kteří měli plánovat vylodění ve Francii, a velení v Itálii převzal generál Alexander. 8. armádě velel Oliver Leese. 
Gustavovu linii bránilo 15 německých divizí. Američané se v lednu 1944 neúspěšně pokusili prolomit německou obranu vyloděním u Anzia v týlu Gustavovy linie. Vylodění Němce zcela zaskočilo, ale Spojenci toho nedokázali využít a naopak začali stavět obranu. V téže době začala namáhavá a zdlouhavá bitva o Monte Cassino. Zpočátku měla charakter spíše odclonění německých sil od Anzia, nakonec se z ní stala největší bitva celého italského tažení.
Po fiasku prvního útoku a vylodění u Anzia se spojenci rozhodli zničit středověký klášter, o němž se mylně domnívali, že slouží jako německá pozorovatelna. Při náletu zahynulo 250 ukrývajících se uprchlíků a ani jeden Němec a klášter byl nenávratně zničen. Wehrmacht poté obsadil trosky a posílil tím obranu. Spojenci pokračovali v útocích, Němci je však byli schopni odál odrážet. Když Britové obsadili některé pozice, německá rozvědka zjistila, že po odpálení amerických zelených světlic se odtud stáhnou. Němci protot odpálili zelené světlice a Britové se ze svých těžce vybojovaných pozic stáhli. Spojenci se rozhodli pro třetí ofenzívu zcela vybombardovat Cassino, němečtí parašutisté však dokázali bránit trosky a ofenzívu zastavit. 
Nakonanec Spojenci zahájili operaci Diadem, přičemž spojenecká letadla vybombardovala německé komunikace (operace Strangle) a poté v přesile napadli německé divize. Svobodní Francouzi pod velením Alphonse Juina pronikli do údolí řeky Liri, zatímco Poláci obsadili trosky kláštera. Do bojů zasáhl také medvěd Wojtek, který pomáhal spojencům nosit dělostřeleckou munici.

### Postup Spojenců na sever
Alexander nařídil Clarkovi, aby postupoval na Valmontone a odřízl tím německá vojska, ten ale místo toho zamířil rovnou na Řím. 4. června Spojenci bez boje obsadili Řím, zatímco němečtí vojáci pod velením Heinricha von Vietinghoffa. spěšně ustupovali a stavěli další obranná postavení. Nejprve Spojence zdrželi na Viterbské, poté na Albertově linii. 
Mezitím vybudovali Gótskou linii, protínající italský poloostrov mezi Pisou a Rimini. Churchill věřil, že rychlý postup přes severní Itálii by Spojencům umožnil proniknout k Vídni. Nicméně do začátku zimy 1944 spojenecké armády nedokázaly zdolat německý odpor.
Ve dnech 26.–28. prosince 1944 přešly německo-italské jednotky v oblasti regionu Garfagnano do protiútoku (viz Bitva u Garfagnanu). Jednalo se o první frontové nasazení italských jednotek republiky Saló, které do té doby vedly protipartyzánské operace nebo se podílely na strážní a pořádkové službě. Vojsko Osy zastihlo Američany nepřipravené, způsobili jim ztráty přes 1000 padlých a nezvěstných a zajetí 300 vojáků, především Afroamerického původu. I když mussoliniovská propaganda garfagnanskou ofenzívu nafoukla do ohromných rozměrů (přirovnávajíc ji k probíhající německé protiofenzivě v Ardenách) a bezpochyby se jednalo o taktický úspěch, zvrátit průběh války to nemohlo.

### Boje v severní Itálii
9. dubna 1945 zahájili Spojenci ofenzívu u Boloně na řekách Reno a Senio a britská vojska provedla obojživelnou operaci přes jezero Comacchio. Během deseti dnů spojenecká vojska vstoupila do Pádské nížiny a táhla na Parmu. Německý velitel von Vietinghoff se chtěl stáhnout za Pád, ale Hitler mu nařídil bránit se. Vietinghoff rozkazy z Berlína ignoroval, ale spojenecké jednotky ho v cestě k Pádu přeběhly a odřízly. 2. května Vietinghoff souhlasil s bezpodmínečnou kapitulací. Mussolini se mezitím pokusil uprchnout do Švýcarska, přitom však byl 28. dubna zajat a popraven komunistickými partyzány. Jeho poprava a znetvoření se staly jedním z důvodů Hitlerovy sebevraždy. 

### Výsledek
Italské tažení, ačkoliv nakonec skončilo vítězstvím Spojencům, představovalo ze strategického hlediska naprostý debakl a nebýt úspěchů na jiných frontách by Spojenci byli skoro jistě vytlačeni. Ztráty na straně Spojenců byly mnohem větší než na straně slabšího a hůře vybaveného Wehrmachtu. Význam mohla mít invaze na Sicílii či obsazení území jižně od Gustavovy linie, postup na Řím mohl mít ještě propagandistický význam, ovšem jakékoliv další pokračování v ofenzívě představovalo hrubou chybu. Pomoc Sovětům a později vojskům na západní frontě vázáním sil byla rovněž nepodstatná a italské tažení vázalo také mnoho spojeneckých sil, které by bylo možné nasadit na západní frontě a například Berlín nebo Čechy mohly připadnout do západní zóny vlivu.[zdroj?]